# Ксаверовка (Хмельницкая область)
Ксаверовка (укр. Ксаверівка) — село в Дунаевецком районе Хмельницкой области Украины.
Население по переписи 2001 года составляло 146 человек. Почтовый индекс — 32456. Телефонный код — 3858. Занимает площадь 0,623 км². Код КОАТУУ — 6821882403.

## Местный совет
32456, Хмельницкая обл., Дунаевецкий р-н, с. Гута-Яцковецкая